# 윤성규 (교수)
윤성규(Sung-Gyu Yun, Professor Emeritus 尹晟圭, 1953년~)는 경상남도 진주 출신의 교육자이며 연구원이다.

## 학력
- 진주천전초등학교
- 진주중학교
- 진주고등학교
- 국립경상대학교 이학사
- 국립부경대학교 수산학석사
- (Japan National) Kyushu University Ph.D.

## 경력
- 현) 에스엘미디어 부설연구소 연구원
- 현) [대구대학교] 사범대학 과학교육학부 명예교수
- 2016~2019 [대구지방환경청] 환경영향평가 전문가 자문단 위원
- 2018~2020 [대구지방환경청] 멸종위기 야생생물 인공증식 심사위원회 위원
- 2018~2019 [대구지방환경청] 환경영향평가 전문가 자문단 위원
- 2016~2018 [대구지방환경청] 멸종위기종 인공증식 심사위원회 위원
- 2016 [해양수산부] 보호대상해양생물 평가위원회의 위원
- 2015 한국환경생물학회 평의원
- 2014~2017 [대구지방환경청] 환경영향평가 자문단 위원
- 2012~2015 [대구지방환경청] 녹색기업 심사위원
- 2012~2014 [대구지방환경청] 멸종위기종 인공증식 심사위원회 위원
- 2012~2013 [대구지방환경청] 환경성평가 자문위원단 위원
- 2009~2011 [국토해양부] 해역이용영향검토 해양생물분야 자문위원
- 2009~2011 국립 [국립수산과학원] 적조구제물질 장비심의위원회의 위원
- 2008 국립 [국립수산과학원] 연구사업 심의위원
- 2008~2010 한국기초과학연구원 대구센터 운영위원
- 2008~2009 국립 [국립수산과학원] 동해어장환경 점검단 전문위원
- 2007~2009 [해양수산부] 해양환경기준설정 추진협의회 위원
- 2007~2009 [경상북도] 동해안 해양개발정책 자문위원회 위원
- 2006 [과학기술부] 전국과학전람회 심사위원
- 2006 국회바다포럼 전문위원
- 2003 대전광역시 지방공무원 임용시험 출제위원
- 2001~2003 한국직업능력개발원 '전문가 모니터' 위원
- 1989~2019 [대구대학교] 사범대학 생물교육과 교수

## 연구
- 2020 논문 Isotopic Variation of Macroinvertebrates and Their Sources of Organic Matter Along an Estuarine Gradient
- 2016 논문 Combined Effects of Temperature and Seston Concentration on the Physiological Energetics of the Manila Clam Ruditapes philippinarum.
- 2015 논문 (The) Effects of Different Wavelengths of Light-Emitting Diodes on the Expression of Reproduction-Related Genes in Goldfish Carassius auratus
- 2015 논문 Effects of waterborne selenium on toxic and physiological stress response in goldfish, Carassius auratus
- 2015 논문 한국해양교육의 정체성과 방향성 탐색
- 2015 논문 Effects of temperature and body size on the physiological energetics of the stalked sea squirt Styela clava
- 2014 도서 Mynote 생태학
- 2014 논문 탄소 및 질소안정동위원소 조성에 의한 남해안 진동만 양식 미더덕의 먹이원 평가
- 2014 논문 Effect of LED light spectra on circadian rhythms in goldfish Carassius auratus: expression profiles following thermal stress
- 2014 논문 Potential chemoprevention of LPS-stimulated nitric oxide and prostaglandin E2 production by α-l-rhamnopyranosyl-(1→6)-β-d-glucopyranosyl-3-indolecarbonate in BV2 microglial cells through suppression of the ROS/PI3K/Akt/NF-κB pathway
- 2013 논문 Xestospongin C induces monocytic differentiation of HL60 cells through activation of the ERK pathway
- 2013 논문 Verrucarin A enhances TRAIL-induced apoptosis via NF-kB-mediated Fas overexpression
- 2013 논문 순환 학습 모형 프로그램 적용을 통해 나타난 중학교 지적장애 학생의 생명 개념 변화
- 2011 논문 개념도에 나타난 중학생의 식물 영양기관 개념구조 변화와 오개념
- 2011 도서 특수학생의 과학교육
- 2011 논문 개념도에 나타난 중학생의 식물 영양기관 개념구조 변화와 오개념
- 2010 도서 강의노트로 배우는 성의 세계 2판
- 2010 논문 Seasonal variability of community structure and breeding activity in marine phytal harpacticoid copepods on Ulva pertusa from Pohang, east coast of Korea
- 2010 논문 가설검증방법 고안 교수-학습 프로그램이 중학생의 생물 가설검증력에 미치는 효과
- 2009 도서 자연자원의 이해
- 2009 논문 연구논문 : 세타 및 알파 상대 파워스펙트럼 분석을 통한 생물학 용어 유의미 기억의 특성 분석
- 2009 논문 고등학교 시각장애 학생들의 눈의 구조와 기능 개념 조사
- 2008 논문 과학적 태도에 따른 중학생의 학교 과학수업과 학원 과학수업에 대한 만족도 비교 = A Study on Middle School Student's satisfaction of School Science Lessons and of Private Academy Science Lessons to the Science Attitudes
- 2008 논문 Molecular characterization of gonadotropin subunits and gonadotropin receptors in black porgy, Acanthopagrus schlegeli: Effects of estradiol-17β on mRNA expression profiles
- 2008 논문 Caminalcules를 이용한 귀납적 탐구 과제 수행에서 나타난 뇌파의 상대 파워 스펙스럼 분석
- 2008 논문 Effects of sediment disturbance caused by bridge construction on macrobenthic communities in Asan Bay
- 2007 도서 신경향 성의과학 제2판 수정판
- 2007 도서 신경향 성의과학 제2판
- 2007 논문 동해 후포주변 사질조하대에 서식하는 대형저서동물 군집의 분포 특성
- 2006 도서 한국해양무척추동물도감
- 2006 논문 안정동위원소 분석을 이용한 통영 연질조하대 대형저서동물의 유기물 기원 추적
- 2005 도서 해양과학용어사전
- 2005 논문 Radiocesium reaction with illite and organic matter in marine sediment
- 2005 논문 우리나라 서·남해안에서 출현하는 다모류를 통한 해역의 생태등급 산정
- 2005 논문 Developmental Duration and Morphology of the Sea Star Asterias amurensis, in Tongyeong, Korea
- 2005 논문 진해 안골조간대에 서식하는 대형저서동물의 군집구조
- 2004 도서 조간대생태학
- 2004 논문 Properties of 137Cs in marine sediments off Yangnam, Korea.
- 2004 논문 통영해역에 서식하는 아므르불가사리의 분포 특성과 서식처에 따른 먹이 선호도 비교
- 2003 논문 Deposition Properties of 137Cs in Marine Sediments
- 2003 논문 진해 괴정 암반 조간대 담치대의 대형저서동물 군집구조 및 수직분포
- 2003 논문 여름철 보현천의 저서동물군집의 구조
- 2002 논문 광양만 잘피엽상에 서식하는 바다대벌레류의 계절변동
- 2002 논문 Some notes on the northern pacific asteroid sea star asterias amurensis in Tongyeong Korea
- 2002 논문 제6차와 제7차 중학교 과학1 교과서에 출현된 동물의 종류 비교
- 2002 논문 보현천의 봄철 저서동물 군집의 구조
- 2002 논문 광양만 잘피밭에 서식하는 바다대벌레류의 계절변동
- 2002 논문 Some notes on the northern pacific asteroid sea star asterias amurensis in Tongyeong Korea /
- 2001 논문 가덕도 주변해역 대형저서동물군집 구조의 특성 = Community Structure of Macrobenthos around Kadugdo , a South Coast of Korea
- 2001 논문 진해 안성 암반조간대 대형저서동물의 분포
- 2001 논문 아산만 중부 해역의 여름철 대형저서동물군집의 구조
- 2000 도서 신경향 성의 과학 수정판
- 2000 도서 과학과 교재연구 및 지도
- 2000 도서 한국의 갯벌
- 2000 도서 자연을 닮고 싶은 아이들
- 2000 논문 진해만 주변 해역의 대형저서동물 군집구조
- 1999 논문 한국미기록 뽀족고운비늘갯지렁이 Iphione muricata (Savigny, 1818)
- 1999 논문 New Records on Three Harpacticoid Copepods Associated with Marine Macroalgae in Korea
- 1999 논문 한국 다대포 연안산 빛조개, Nuttallia olivacea의 자원생태학적 특성치 추정
- 1999 논문 A New Species of the Peltidium quinquesetosum (Copepoda: Harpacticoida: Peltidiidae) on the Marine Macroalgae in Korea
- 1999 논문 韓國未記錄 사방연통대나무갯지렁이 Axiothella quadrimaculata Augener, 1914
- 1998 논문 영일만 저서동물 군집의 구조
- 1998 논문 부산 가덕도 주변 해역의 저서동물 군집구조
- 1998 도서 생물학사전
- 1997 논문 잘피밭 대형저서동물의 종조성과 계절변동
- 1997 논문 동해 남부해역 암반조간대 저서동물의 분포
- 1996 도서 수산 생물
- 1995 논문 영일만 표영군집내의 210 Po 축적
- 1994 논문 연구논문 : 신 · 구 중학교 과학 교과서에 출현된 동물의 종류 비교
- 1992 논문 연구논문 : ' 자연 ' 및 ' 슬기로운 생활 ' 교사용 지도서의 식물영역 비교 분석
- 1991 논문 연구논문 : 제오차 (第五次) 교육과정에 따른 ' 슬기로운 생활 ' 및 ' 자연 ' 교과서의 비교 분석 - 식물영역을 중심으로 -
- 1991 논문 7. Chone duneri MALMGREN(多毛虫綱 : ケヤリムシ科)の繁殖と幼生発育について(動物分類学会第27回大会記事)
- 1988 논문 Ecological Study on Isopod Crustaceans in Surfgrass Beds around Tongbacksum, Haeundae, Pusan
- 1982 논문 Five Species of Sphaeromatid Isopods (Flabellifera:Isopoda) from the Southern Coast of Korea = 韓國産 Sphaeromatid 等脚類 5種의 分類學的 記載

## 수상
- 2019 옥조근정훈장

## 도서
- 성의 과학과 미학, 월드사이언스, 2016.02.25. ISBN 9788958812548
- 행복한 삶과 가족(저출산 문제의 이해), 동아문화사, 2011.08.30, ISBN 9788988544624
- 성의 세계(강의노트로 배우는), 월드사이언스, 2010.02.25, ISBN 9788958811503
- 일반 생물학 탐구 실험, 대구대학교출판부, 2009.02.20, ISBN 9788977945050
- 생물 오개념 연구와 지도, 월드사이언스, 2007.09.05, ISBN 9788958810872
- 강과 바다가 만나는 곳 하구 이야기, 아이세움, 2007.02.28, ISBN 9788937842856
- 강의노트로 배우는 성의 세계, 월드사이언스, 2006.08.30, ISBN 9788958810674
- 조간대생태학, 아카데미서적 번역, 2004.02.20, ISBN 9788976162809
- 전공생물(신경향),동남기획, 1999.09.03, ISBN 9788988881002
- 해양 무척추동물의 번식과 생활사, 아카데미서적, 1996.11.20, ISBN 9788976161604
- 해양생물학(저서생물), 아카데미서적, 1995.02.01, ISBN 9788976161420
- 인체생물학 강의노트, Daegu University Publishing Department(대구대학교 출판부), 2015, ISBN 9788977946408
- 고급생물학. 2, 대구대학교출판부 , 2009, ISBN 9788977945142